# アップホルダー級潜水艦
| アップホルダー級潜水艦 | アップホルダー級潜水艦                             | アップホルダー級潜水艦         |
| ---------------------- | -------------------------------------------------- | ------------------------------ |
|                        |                                                    |                                |
| 艦級概観               |                                                    |                                |
| 艦種                   | 通常動力型潜水艦                                   | 通常動力型潜水艦               |
| 建造期間               | 1983年 - 1992年                                    | 1983年 - 1992年                |
| 就役期間               | 1990年 - 1994年                                    | 1990年 - 1994年                |
| 前級                   | オベロン級潜水艦                                   | オベロン級潜水艦               |
| 次級                   | 後継艦なし                                         | 後継艦なし                     |
| 性能諸元               |                                                    |                                |
| 排水量                 | 基準：1,870t                                       | 基準：1,870t                   |
| 排水量                 | 水上：2,185t                                       |                                |
| 排水量                 | 水中：2,400t                                       |                                |
| 全長                   | 70.26m                                             | 70.26m                         |
| 全幅                   | 7.6m                                               | 7.6m                           |
| 吃水                   | 5.5m                                               | 5.5m                           |
| 機関                   | ディーゼル・エレクトリック方式                     | ディーゼル・エレクトリック方式 |
| 機関                   | ディーゼルエンジン（6,070kW）                      | 2基                            |
| 機関                   | 電動機（5,000kW）                                  | 2基                            |
| 機関                   | スクリュープロペラ                                 | 1軸                            |
| 速力                   | 水上：12ノット、水中：20ノット                     | 水上：12ノット、水中：20ノット |
| 潜航深度               | 200m                                               | 200m                           |
| 行動日数               | 8週間                                              | 8週間                          |
| 乗員                   | 48人                                               | 48人                           |
| 兵装                   | 533mm魚雷発射管 • Mk 48 魚雷 18発 • ハープーン USM | 6門                            |
| レーダー               | Type 1007航海用                                    | Type 1007航海用                |
| ソナー                 | Type 2040                                          | Type 2040                      |
| ソナー                 | Type 2007 パッシブ                                 |                                |
| ソナー                 | Type 2046 曳航用                                   |                                |
| 電子戦                 | シーサーチII                                       | シーサーチII                   |

アップホルダー級潜水艦 (Upholder class submarine) はイギリス海軍の潜水艦の艦級で、同海軍が建造した最後の通常動力型潜水艦。

## 概要
イギリス海軍は、1960年代に就役したオベロン級の後継として、当初原子力潜水艦を検討していた。しかし、当時の原潜は静粛性において通常動力型に未だ及ばず、また沿岸・浅海域での作戦においては通常動力型潜水艦にも戦術的価値が残されていることから、原潜への転換は見送られた。海外への輸出市場も考慮し、排水量は2,400tに設定して1970年代後半より開発が開始された。一番艦は1983年に起工している。
しかし、冷戦終結に伴って当初12隻が予定されていた建造数は4隻にまで削減。各艦は1990年代前半に就役したが、イギリス海軍が将来の潜水艦兵力を原潜に一本化する方針を決定したことによりいずれも数年ほどで退役。
1998年には、オジワブ級の後継としてカナダ海軍へ全艦が売却され、ヴィクトリア級潜水艦（Victoria-class submarine）となった。
涙滴型の船殻を持ち、艦体には約22,000枚もの吸音タイルが貼られている。

## 同型艦
| イギリス海軍 | イギリス海軍                | イギリス海軍 | イギリス海軍    | イギリス海軍   | イギリス海軍 | カナダ海軍 | カナダ海軍                           | カナダ海軍  |
| 艦番号       | 艦名                        | 起工         | 進水            | 就役           | 退役         | 艦番号     | 艦名                                 | 再就役      |
| ------------ | --------------------------- | ------------ | --------------- | -------------- | ------------ | ---------- | ------------------------------------ | ----------- |
| S40          | アップホルダー HMS Upholder | 1983年 11月  | 1986年 12月2日  | 1990年 6月2日  | 1993年 4月   | SSK 879    | シクーティミ HMCS Chicoutimi         | 2004年 10月 |
| S41          | アンシーン HMS Unseen       | 1986年 1月   | 1989年 11月14日 | 1991年 6月7日  | 1994年 7月   | SSK 876    | ヴィクトリア HMCS Victoria           | 2000年 12月 |
| S42          | アーシュラ HMS Ursula       | 1987年 2月   | 1991年 2月22日  | 1992年 5月8日  | 1994年 6月   | SSK 878    | コーナー・ブルック HMCS Corner Brook | 2003年 3月  |
| S43          | ユニコーン HMS Unicorn      | 1989年 2月   | 1992年 4月16日  | 1993年 6月25日 | 1994年 7月   | SSK 877    | ウィンザー HMCS Windsor              | 2003年 6月  |

イギリス海軍在籍時にはハープーン艦対艦ミサイル及び機雷の運用能力を有していたが、カナダ海軍では省略されている。
「シクーティミ」は、2004年10月5日アイルランド沖で火災を起こして航行不能となり犠牲者1名を出した上、長期修理を要することとなった。
「ヴィクトリア」及び「コーナー・ブルック」を復帰させるため、復帰は2012年以降となる見通しである。
「ウィンザー」は、2005年10月30日、潜航中に火災を起こしているが、当時カナダ海軍で行動可能な唯一の潜水艦であった。

## 註
1. ↑  HMCS Chicoutimi - News Room
2. ↑  Fire-damaged sub won't be operational until 2012
3. ↑  Fire on 2nd Canadian sub